# Reviewer 2
Reviewer 2は字義通りには学術研究の査読における2番目の査読者を意味するが、一部の研究者は自分が論文を投稿した際に、2番目の査読者が論文を過度に厳しく批判すると考えており、Reviewer 2は不当な査読者を意味するインターネットミーム化している。実際にはそのような事実は存在しないと考えられている。

## 査読
現代の学術研究は査読に強く依存している。査読は、ある筆者の研究が論文として学術雑誌に掲載される前に、論文を同一分野における別の専門家による評価の対象に置く過程と定義できる。一般には複数の専門家が評価を行う。例えばCell Pressが出版する学術雑誌、Matterの場合、3人の専門家による査読を目標としており、必要に応じて4人以上の場合もあれば2人で十分なこともある。査読者の意見は編集者が論文を採択するか判断するための情報に過ぎず、また、査読者間で意見が合致しない場合、例えば1人目の査読者と3人目の査読者が良い評価をしているが2人目の査読者が採択の拒否を推奨している場合、一部の査読者の意見は却下される。

## Reviewer 2の定義と特徴
Reviewer 2は査読の過程における2番目の査読者を意味する。特定の人物を指すわけではなく、例えばBritish Medical JournalやPolitical Behaviorの場合、編集者が依頼を送付した順番には関係なく、単に査読結果のコメントを返すのが2番目であった査読者を指すにすぎない。一方、一部の研究者は査読において2番目の査読者が他の査読者に比べて投稿された論文に対し厳しい評価を下すと考えており、これはFacebookのグループ、「Reviewer 2 Must Be Stopped!」のメンバーが76000人をこえることや、Googleの検索結果で「How Not to Be Reviewer #2」というタイトルのブログ記事がヒットすることからも窺える。
一方、査読においては頑固な査読者が無根拠（と論文の著者が考える）な批判を行って論文の改善を図ることなく研究全体を否定することがあり、Reviewer 2はその様な査読者の象徴としてミーム化している。この文脈におけるReviewer 2は必ずしも2番目の査読者を意味しない。
実際にReviewer 2が他の査読者に比べて的外れで不当に厳しいか検証した研究も報告されている。このような研究によると、Reviewer 2が他の査読者に比べて批判的であるということはなく、むしろ酷いのはReview 3であったとする報告もなされている。すなわち、査読者の順番と査読者の意見が肯定的か否定的かは関係ないのである。